# El cuarto Rey Mago (película)
El cuarto Rey Mago (título original: The Fourth Wise Man) es un telefilme estadounidense de aventura y drama de 1985, dirigido por Michael Ray Rhodes, escrito por Tom Fontana en base al cuento de Henry van Dyke y protagonizado por Martin Sheen, Alan Arkin y Eileen Brennan, entre otros. Este largometraje fue realizado por Paulist Productions y se estrenó el 30 de marzo de 1985 en la cadena ABC.

## Sinopsis
Cuenta la historia de Artabán, el cuarto rey mago, el cual estuvo toda su vida queriendo encontrar a Jesús, su rey.